# Juxtephria russariaria
Juxtephria russariaria är en fjärilsart som beskrevs av Herrich-Schäffer 1855. Juxtephria russariaria ingår i släktet Juxtephria och familjen mätare. Inga underarter finns listade i Catalogue of Life.